# あゝ野麦峠 新緑篇
『あゝ野麦峠 新緑篇』（ああのむぎとうげ しんりょくへん）は、1982年製作の日本映画。前作『あゝ野麦峠』の興行的成功を受けての続編。製作は新日本映画から東宝映画に変わった。興行成績は前作に遠く及ばなかった。

## 上映データ
| 公開日 上映時間 | 1982年（昭和57年） | 2月16日        | 日本 | 136分 |
| サイズ          | カラー             | ビスタビジョン |      |       |

## キャスト
- 中谷タケ：三原順子
- 河合アイ：岡田奈々
- 生田朝子：中井貴惠
- 宮田常治：江藤潤
- 今井丈吉：なべおさみ
- 塚本トシ：石田えり
- 久保田清司：宮崎達也
- 吉田勝代：影山仁美
- 金丸大介：神山繁
- 佐々総務部長：高城淳一
- 小沢検番：伊藤敏孝
- 北見検番：樋浦勉
- 沖名梅太郎：下條正巳
- 武井ひで：浅利香津代
- 津川祥夫：風間杜夫
- 加山努：原康義
- 斉藤健一：辻萬長
- 生田達治：奥村公延
- 桜井ヤス：橋本晶子
- 佐藤トメ：岡本プク
- 平井スミ：井上夏葉
- 塩川ケイ：伊藤公子
- 武田シナ：松村和美
- 後藤ミキ：江川眞理子
- 増田君江：宇田川智子
- 生田チヨ：斉藤ゆかり
- ナミエ：難波香織
- 林義人：武内文平
- 高峯すぎ：木村夏江
- 生田市子：石田富子
- すず：小笠原慶子

## スタッフ
| 製作         | 馬場和夫、山岸豊吉、宮古とく子 |
| 協力製作     | 針生宏                         |
| 原作         | 山本茂実                       |
| 脚本         | 山内久                         |
| 監督補佐     | 後藤俊夫                       |
| 音楽         | 佐藤勝                         |
| 撮影         | 小林節雄                       |
| 美術         | 間野重雄                       |
| 録音         | 田中信行                       |
| 照明         | 粟木原毅                       |
| 編集         | 鍋島淳                         |
| チーフ助監督 | 西川常三郎                     |
| スチール     | 吉崎松雄                       |
| 監督         | 山本薩夫                       |
| 製作会社     | 東宝映画                       |
| 配給         | 東宝                           |

## 製作
前作の予想外の大当たりで、新日本映画の持丸寛二社長も、続編もやろうではないかと乗り気で、製作を正式に決定し、公表はされなかったが、内々で準備を進め、山本薩夫監督にも声をかけ、キャスティング等、ある程度進んでいた。
内容は前作が明治時代末期だったのに対して、続編は大正末期から昭和初期にかけて信州岡谷で起きた「山一争議」を中心に進めようとしていた。山本監督も「女工哀史」を1本の映画で描くのは難しいと話していたことから、続編の製作は当然といえた。ところが製作決定から2ヵ月経ったところで持丸が急に製作をストップさせ、中止を正式に決定した。その理由をはっきりとは公表されなかったが、内部情報によれば、持丸が「興味がなくなった」と言っていたといわれる。曰く因縁のあった幻の企画を実現させたエネルギーはもうなく、「商売にならない」と踏んだのではと映画関係者は見ていた。東宝映画としても自社向きの映画で、渡りに船とばかり、製作も担当することになり、東宝の番線映画となった。
製作決定時に「前作より女優陣をガラリと変え、舞台を明治から昭和初期へ移し、"女の自立の映画"になる予定」と公表された。製作会社は変ったが、前述のように当初から予定していた「山一争議」を扱う内容になった。新日本映画は代わりに『南十字星』を製作している。
塚本トシ役の石田えりは前作『遠雷』で大胆に脱ぎ、本作でも再びヌードを披露した。『遠雷』は日活スタッフによる撮影だったため、ヌードには手慣れていたが、本作のスタッフはヌードに縁の薄いスタッフで、助監督も冷や汗をかいて目のやり場に困っていたという。
盆踊りのシーンで櫓の上で太鼓を叩いているのは、当時、佐藤勝の音楽に打楽器奏者として参加していた秋山気清（2002年 - 2023年NHKのど自慢の鐘奏者）である。画面では秋山の背中がアップになっている。

## ビデオソフト化・テレビ放送
- 1984年3月5日[6]にTBS系「月曜ロードショー」枠で初のテレビ放送が行われた。
- 2015年現在、一切ビデオソフト化されていない。2014年に前作『あゝ野麦峠』がDVD化されたが、本作のDVD化は行われなかった。